# Jeanette Toft Hansen
Jeanette Toft Hansen (født 25. februar 2000) er en dansk håndboldspiller, der spiller for Aarhus Uniteds U18 hold.
Hun er lillesøster til René, Henrik, Majbritt og Allan Toft Hansen.